# ドイツ鉄道101型電気機関車
ドイツ鉄道101型電気機関車 (DBAG Baureihe 101)  は、ドイツ鉄道が保有・運用する、特急旅客用交流電気機関車。ドイツ鉄道発足後の1996年から1999年にかけて、最初の試作車3両を含む計145両がアドトランツ（AdTranz、現・ボンバルディア・トランスポーテーション）で製造された。ICEと並び、ドイツ鉄道のフラッグシップとなる車両である。
アメリカ合衆国では、この101型を基礎としたALP-46機関車がニュージャージー・トランジットの通勤鉄道に投入されている。

## 概要
前身のドイツ連邦鉄道時代の1970年代に製造され、30年以上にわたって特急列車 (TEE、EC、IC) の牽引を中心に使用されていた名機・103型電気機関車の老朽化により、それらを置き換えるための後継機として製造された。
本来ならば、高速旅客列車から重貨物列車まで幅広く対応する万能電気機関車として1980年代に開発された120型電気機関車が103型の後継機となるはずであったが、特に高速運転時のトラブルが頻発したため、高速旅客列車専用の機関車を開発することになった。それがこの101型である。145両の製造両数は、103型量産機と同じ両数である。
電気機器などは、ICE 1で実績のある三相交流誘導電動機を採用している。車体はアルミニウム合金製で軽量化されており、省エネルギー化が図られている。また、"Eco2000 Design" と呼ばれる環境対策設計も施されている。在来線に加えて高速新線の走行も可能である。
ヨーロッパの鉄道では、折り返し時などの機関車付け替えの手間を省くなどの目的で、列車最前部の運転台付き客車から最後部の機関車を遠隔制御し、機関車が客車を押すような列車編成方法（推進列車）が幅広く行われている。これは主に普通列車で用いられ、最高速度200km/hで走る特急列車では実施されていなかったが、101型の登場で最高速度200km/hでの推進列車が可能となり（運転台付き特急用客車も同時期に登場している）、折り返し時間や機関車交換時間の削減が実現した。
塗装は、最初の試作車3両は "Orientrot"（東洋赤色）と呼ばれる多少暗めの赤色1色塗装であるが、以降の量産期ではドイツ鉄道のコーポレートカラーで朱色に近い赤色である "Verkehrsrot"（交通赤色）塗装となった。1998年からは全面広告塗装車が登場し、2011年現在ではさまざまなバリエーションの広告塗装車がドイツ全土を駆け巡っている。
また、1999年から約5年間、ハンブルクとケルンを結ぶ全車一等車の特急列車「メトロポリタン」 (Metropolitan) が運転されていたが、この列車の牽引機関車として灰色をベースとした塗装が施された専用の101型が用意されていた。
試作車の登場から10年以上が経過しているが、この間のICE網の拡充により客車による特急列車は減少の傾向にある。また、以前はオーストリアのウィーンに乗り入れることもあったが、のちにドイツ国内の運用がメインとなっている。それでも145両全機（101 092号機は2001年の夜行列車脱線転覆事故で大破し、その後復旧）がハンブルクを拠点として、最高速度200km/hでドイツ国内の特急列車の牽引に使用されている。

## 仕様と技術的特徴

### 外観と構体

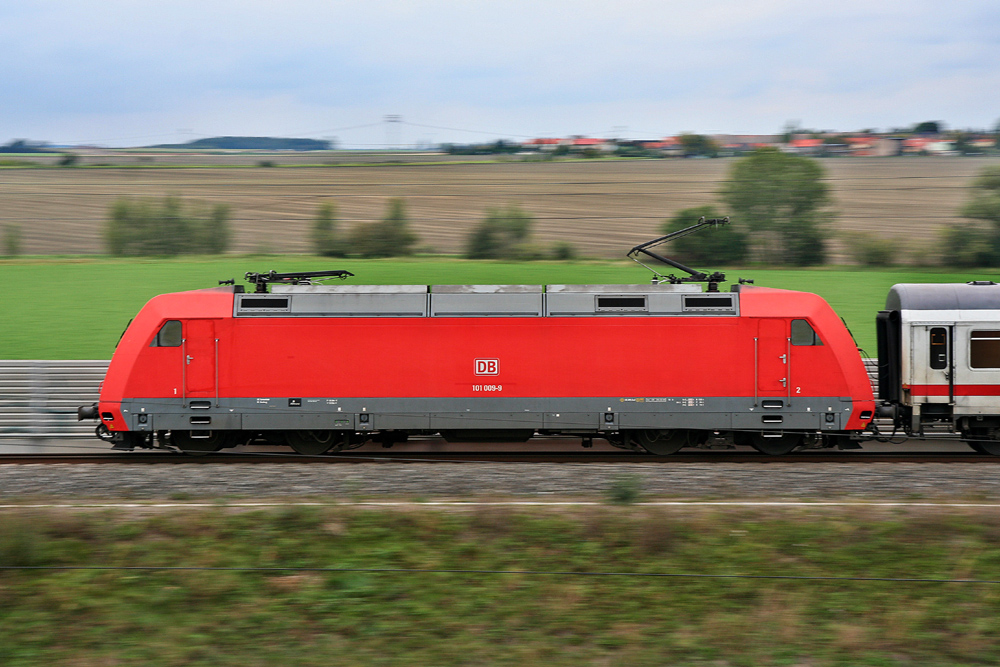
101形009号機機関車牽引のインターシティー列車

101形機関車の目立った特徴は、同時代に制作された他の機関車のように、広い幅で斜めの頭部である。頭部の輪郭は空気抵抗を最小限とする形状で、機関車と客車の間が長くなる。その間で発生する渦のため、角のある頭部の利点は台無しになる。
運転台は120形電車と401形電車の運転台とように右側に設置されて、一体化されたフロントグラスの高費用を避けるのができる。台車覆い（Drehgestellblende）は101形機関車の特徴の一つで、台車枠の側梁の外に装着され、下に車輪の軸受け高さまで至る。
機関車の車体はヘニヒスドルフ工場とヴロツワフ工場で溶接による結合で制作された。前頭部の緩衝器は1000 kNの圧縮力を耐えて、前のガラスは700 kNの圧縮力を吸収するよう設計された。構体の側面にはふみ版（Gerüst）が垂直の輪郭で設置されている。屋根はアルミニウムで三つの部分で制作されて、その部分は5 mmの金属版を溶接で組み合わせたフランジと繋がっている。

### 台車

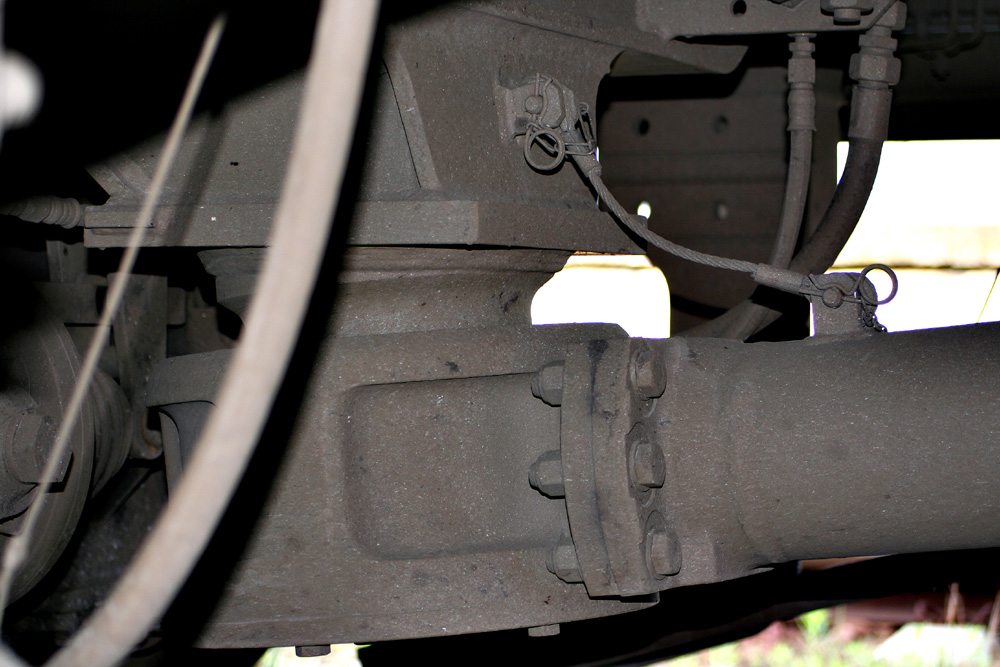
101形機関車の台車枠の傾斜（左上）と右から伸びる引張・圧縮のはり部材（下）

台車は250 km/hの走行向けに設計されて、401形電車の動力車にちなんで制作された。台車枠は他の軌間向けの輪軸が設置できるよう制作されたが、スイス鉄道のRe 460形機関車の台車に適用されたものの、ドイツ鉄道は軌間変更の可能性を放棄した。
台車の動力伝達は車体と台車の間で引張・圧縮のはり部材（Zug-/Druck-Stange）により生じる。台車における四本のコイルばねにばねの圧縮および垂直方向の外力が作用する。コイルばねが台車で沈むところへ、台車枠は容易くすこし下へ傾く。両端の棒（Kopfträger）は圧縮空気および制動キャリパーの作用による力を受けてコイルばねの縁より下へ傾く。内部両端の棒はかなり重い枕ばりの旋回軸を支えて引張・圧縮のはり部材を上げる。「不均衡の車輪荷重」（Tiefanlenkung）により引張・圧縮のはり部材の末端はレール上端からおよそ150 mmの上に下がる。横ばりの代わりに台車枠にはねじでつめられた補助はり（Hilfeträger）が追加されて、その部材は主電動機を構体に固定するのに役に立つ。モーターは振り子を介して両端の棒と連結されている。駆動装置の荷重は台車の水平方向に全然かからないものの、重量の4割は台車の垂直方向に分散する。残りの6割は衝撃緩和可能な構体が支えている。
台車の軸距はIC先頭動力車の場合と違って2650 mmである。短い軸距で機関車はICE列車と比べて急な曲線区間でも走行できる。車輪は顧客の要求により最大限に直径1250 mmで制作されて、摩耗の場合直径1170 mmまで使用できる。台車の密集構造の理由で構体と台車の相対変位は少なくなって、モーターの電源ケーブルが伸びるようとなった。その故に、部品の組み合わせが容易くて寿命が長くなった。

### 駆動機器
ドイツ鉄道株式会社の製品要求仕様文書（Lastenheft）によれば、主電動機のモーターおよび変速機は200万 km走行の期間に故障なしに動くことが要求されて、101形向けの、新しい部品の開発が必要であった。ABBは、新しい半吊り掛け駆動方式として、電動機が車体および中空軸に吊り掛けられている統合クイル式駆動装置（Integrierter Gesamtbetrieb）を開発した。変速機ハウジングの内部にあるピニオンにフランジがつけられている。潤滑油損失は軸受にジョイントの接触を防止する方式で最小となった。
駆動トルクは中間歯車（Zwischenrad）から一番目のゴム製自在継手、中空軸、向こう側の大歯車（Antriebsrad）上に固定された六つの大形ボルトを経て、大きい車輪に伝達される。変速機の場合、大歯車とピニオンとの比率は3.95対1と設計されている。主電動機回転子の回転数は3940 rpmに制限している。中間歯車の組み立てを介してモーターと中空軸は、ブレーキディスクが中空軸に結び付けられるように、十分な距離で離れている。その上ブレーキディスクの設置空間はよこはりと旋回軸の抜きで確保されている。
ブレーキディスクはそれぞれ設置されて周りに空気が循環する。交換時ディスクは下へ分離されて、中空軸を分解する必要はない。機関車の制動時、発電ブレーキおよび回生ブレーキも作動する。制動装置のコンピューターは発電ブレーキと空気ブレーキの相互作用を制御する。ことごとくのブレーキディスクではシリンダーがあって、車輪あたり一つのシリンダーはばねの復元力による列車制動に用いられる。
主電動機ではハウジングがなくて、固定子コイル束は引張り部材と圧縮板により結び付けられている。それにより固定子の外形が作られてハウジングは必要がなくなる。冷却用空気は導管と開けられた穴を通じて流れる。回転子ではケイ素鋼磁心が用いられて、磁心は圧縮板により結び付けられている。

### 変圧器
変圧器の重量は13トンで、今までドイツで制作された機関車の変圧器のなかでもっとも重い。皮相電力1.6 MVAは主電動機の変換器に、皮相電力800 kVAは機関車と客車の連結器および機関車の補助電源装置（Hilfsbetriebe）に分配される。ポリエステルは冷却用油として活用される。変圧器は機械室床の下で構体と接触する台車の間にかけている。主変圧器の設置場所では列車脱線および同等の事態に関する保護策が必要である。ドイツ鉄道は85 ％の変圧器効率を要求したので、その条件を満足し最適な効率を得るために、半導体分野の研究が促進された。補助電源装置の場合、インバーターに絶縁ゲート二極トランジスターが活用されて、それが全体的な変圧器の効率向上に寄与した。
変圧器には名目電圧1514 Vの駆動装置側コイル四巻き、ノイズフィルター回路一個、230 Vおよび351 Vの補助電源装置側コイルそれぞれ一巻き、1000 Vの客車の連結器側コイル一巻きが装置されている。351 Vのコイルは補助電源装置のインバーターに必要で、空気圧縮機、インヴァーター用、変圧器用、主電動機用冷却ファン、インヴァーター用送風機などに電流を供給する。230 Vのコイルは運転室の暖房機、空調装置などに電流を供給する。

### 駆動装置の電流
機関車には主電動機の牽引力が個別的に統制されることで、ことごとくの状況で全車輪の摩擦力は最適の数値で作用するのが可能である。車輪の制御にはまた、一つの駆動装置が止まる場合、75 ％の駆動装置だけで機関車が走行できる長所もある。
変圧器の主電動機側コイルに可変周波数インバーターが連結されて、Hブリッジ回路（Vierquadratensteller）、直流電圧の電力変換回路（Gleichspannungs-Zwischenkreis）、パルスインバーターから構成される。Hブリッジ回路とパルスインバーターは普遍的に適用可能な電力変換回路モジュール（Stromrichtermodule）から組み立てられ、モジュールは電力用半導体、電線、保護装置から構成されている。電力変換回路におけるGTOサイリスターは、駆動制御装置から光ファイバーを経てくるイムパルス信号により制御される。半導体素子および変圧器はポリエステル油で冷える。共振回路（Saugkreis）は電力変換回路の内部に配置されて、33 ⅓ Hzに同調し電力波形を平らにする役割を果たす。
機関車の走行時、電気エネルギーはDSA 350 SEK機種の集電装置に通じて供給され、変圧器の一次コイルに至り二次コイルから抜ける。ことごとくのコイルの交流電圧はHブリッジ回路に供給される。パルスインバーターは様々な周波数と電圧の三相交流を直流電流に転換して駆動装置である誘導電動機に供給うる。機関車の制動時、主電動機は発電機として作動して、パルスインバーターに電流を供給する。パルスインバーターはその時直流変換器として作動する。Hブリッジ回路から直流は交流に転換されて、電力は変圧器を経て駆動機の回路へ供給される。

### 制御およびディスプレー・ソフトウェア
機関車に装着された自動運行制動制御装置は、登録された速度を保つことで運転士を支援する。車輪の滑り止めの制御器は車両の実際速度と車輪の回転速度間の巨視的な差を検出・統制する。その制御を通じて、車輪とレールの間の粘着力が消える。この滑り止め制御（Schlupfregelung）のために非常に正確な速度データが必要なので、速度の測定にはレーダーが用いられる。同時に滑り止めの制御はレーダーなしでも機能する事実が判明している。
101形機関車にはアセア・ブラウン・ボヴェリ社の開発した16ビット・コンピューターシステムの MICAS S モデルが駆動系統制システム（Traktionsleitsystem）として装着されている。MICAS Sシステムは上位の車両統制機能および駆動機能向けの周辺機器の制御を担当する。機関車の操縦、監視、診断のために、データ用バスは設備されて、複雑に連結された電線が画期的に減らされた。バスシステム用電線はほとんど構体の側面に配線されている。MICAS Sや診断システムに集まるすべてのデータ、他のデータは中央制御装置（Zentrale Steuergerät, ZSG）に伝送される。機関車の主要機能に関する指令はZSGにより実行される。四組のコンピューターは中央制御装置として客車とバスシステム制御を実行して、自動列車停止装置や機関車の状態をチェックする。またこのコンピュターは車両の診断も実行する。
列車保安の車上装置としてLZB 80向けの装置およびPZB 90向けの装置が採用されている。140号機から144号機までの機関車にはETCS向けの車上装置が試験用途で2001年中期まで設置された。2021年1機の機関車にETCS装置を備えさせるプロジェクトが開始されて、2022年2月に試運転が実行された。また車両診断システムも開発されて、すべての機関車の故障メッセージを鉄道網の特定地点と無関係で探索するのが可能である。その故に、次の探索と期限内作業の場合に必要な業務が準備され機関車の待機時間は短縮できる。この整備作業を通じて、すでに受けたあるいは目下のエラーに関する、正確なデータを取って、運転士がエラーを分析して取り除く場合に、運転士の支援が可能である。エラーは運転席のディスプレーへ、自動的にあるいは運転士の必要な操作により表示される。